# Victor Egger
Victor Émile Egger, född den 14 februari 1848 i Paris, död där den 19 februari 1909, var en fransk filosof. Han var son till Émile Egger.
Egger var professor i filosofi vid Sorbonne i Paris. I filosofin är han påverkad av Renouvier och omfattar en fenomenalistisk spiritualism. Framförallt gjorde han sig känd som psykolog. Hans främsta arbete är La parole intérieure (Paris, 1881).